# Callenish Circle
Callenish Circle foi uma banda de death metal melódico dos Países Baixos, que permaneceu ativa entre os anos de 1992 e 2007. O nome do grupo faz referência as Pedras de Callanish, monumento megalítico localizado na Escócia.

## História
A banda foi formada em 1992 por Patrick Savelkoul (vocal) e Jos Evers (guitarra) com o objetivo de realizar covers de bandas como Pestilence, Gorefest, Paradise Lost e Death. Com Ronny Tyssen (guitarra), Gavin Harte (bateria) e John Gorissen (baixo) gravaram a primeira demo, Lovelorn, em 1995.
Após assinarem com o selo holandês Hammerheart Records, lançam o primeiro álbum, Drift of Empathy, em 1996. Depois de mais dois álbuns, assinam com a renomada gravadora Metal Blade Records, conquistando relativa notoriedade com os álbuns Flesh_Power_Dominion (2002) e My Passion//Your Pain (2003). Com Remy Dieteren (guitarra) e Wim Vossen (baixo) gravam seu último disco pela Metal Blade, [Pitch.Black.Effects] (2006), trazendo efeitos de sintetizadores em seu moderno death metal.

## Membros
Última formação
- Remy Dieteren – guitarra
- Ronny Tyssen – guitarra
- Wim Vossen – baixo
- Patrick Savelkoul – vocais
- Gavin Harte – bateria

Fundadores
- Maurice Wagemans – baixo (1992-1995)
- Jos Evers - guitarra (1992-1998)
- John Gorissen – baixo (1995-1997)
- Roland Schuschke – baixo (1997-2002)
- René Rokx – baixo (2002-2005)

## Discografia
- 1995 – Lovelorn (demo)
- 1996 - Drift of Empathy
- 1998 - Escape (EP)
- 2001 - Graceful... Yet Forbidding
- 2002 - Flesh Power Dominion
- 2003 - My Passion // Your Pain
- 2005 - Forbidden Empathy
- 2006 - [Pitch.Black.Effects]

## Ligações Externas
- Site Oficial
- Callenish Circle no Myspace